# Michael I. von Eyczing
Michael I. Freiherr von Eyczing (* 1468 in Schrattenthal; † 10. Juli 1522 in Wiener Neustadt) war ein Angehöriger des österreichischen und bairischen Adels im Herzogtum Österreich unter der Enns. Bekannt wurde er durch sein gewaltsames Ende, das als Wiener Neustädter Blutgericht von 1522 in die Geschichte eingegangen ist.

## Herkunft
Michael gehörte zur Familie von Eitzing, die im Mittelalter im Bereich der heutigen Bundesländer Bayern, Oberösterreich und Niederösterreich ansässig war. Er war ein Sohn von Stephan von Eyczing und Neffe von Ulrich von Eyczing (gest. 1460).

## Leben
Von seinem 20 Jahre älteren Bruder Martin Freiherr von Eyczing übernahm er die Herrschaft über dessen Ländereien. Die Herrschaft Retz erhielt er 1509 und nach dem Tod seines Onkels, Freiherr Oswald von Eyczing, erhielt er auch Drosendorf. Die Stammlehen übergab er im Jahr 1519 an seinen Neffen Stephan III.
Nach dem Tod von Kaiser Maximilian I. war er zusammen mit Dr. Martin Siebenbürger Führer der Landesstände von Österreich unter der Enns, die zusammen mit der Stadt Wien die vom Kaiser noch testamentarisch eingesetzte Übergangsregierung bekämpften. Sie errichteten eine Gegenregierung.
Nachdem Ferdinand I., der Bruder des Kaisers Karl V., 1521 die Herrschaft in den Österreichischen Landen übernommen hatte, wurde Michael am 10. Juli 1522 gemeinsam mit Johann von Puchheim und Martin Siebenbürger in Wiener Neustadt des Hochverrats durch Markus Beck angeklagt und am 9. August 1522 hingerichtet. Mit Ausnahme der übergebenen Stammlehen wurden alle Güter eingezogen.

## Nachkommen
Michael hatte viele Kinder. Seine Söhne Ulrich und Christoph studierten in Wien an der Universität. Christoph kam danach an den Hof des Kaisers nach Madrid. Seine Bekanntschaft mit dem Kaiser nutzte er, um gemeinsam mit Ulrich IV., Freiherr von Eyczing, um das verlorene Erbe zu kämpfen.